# Herinneringsmedaille aan Madagaskar
De Herinneringsmedaille aan Madagaskar (1883 en 1896) (Frans: "Médaille commémorative de Madagascar") was een Franse herinneringsmedaille. De medaille herinnert aan twee veldtochten, uitingen van het Franse kolonialisme en expansionisme in een periode waarin Frankrijk met de andere Europese machten concurreerde om zoveel mogelijk gebieden in Afrika en Azië te veroveren of goed- dan wel kwaadschiks aan zich te binden.
De koningen van het eiland Madagaskar hadden tot het midden van de 19e eeuw hun onafhankelijkheid weten te bewaren. Op 28 juni 1855 doorbrak de ontevreden prins Rakoto de gesloten rijen van de op onafhankelijkheid van het eiland gerichte vorstelijke familie door, zonder daar recht toe te hebben, een overeenkomst met de Franse avonturier Joseph-François Lambert, het zogenaamde Lambert-charter, te sluiten. Wanneer de prins eenmaal aan de macht was zou Lambert handelsconcessies verkrijgen in ruil voor een vast bedrag voor de dan Koning van het eiland geworden prins.
Of dit verraad zich werkelijk zo heeft toegedragen is omstreden. Radama II werd op of rond 12 mei 1883 vermoord. De authenticiteit van het charter en van een brief waarin Radama de interventie van Napoleon III van Frankrijk vraagt is misschien evenmin echt.
Hoe het ook zij; de Fransen voelden zich gerechtvaardigd om op 16 mei 1883 tijdens de Eerste Expeditie naar Madagascar de havenstad Mahajanga aan te vallen en te veroveren. Doel was het handhaven van het Lambert Charter.
Later volgden aanvallen op Tamatave (10 juni), Fort Dauphin, Tôlanaro, Vohémar/Iharana en Morondava. De Fransen die tezelfdertijd Tonkin in Indo-China probeerden te veroveren durfden de verovering van de in het binnenland gelegen hoofdstad Tananarive nog niet aan en openden vanuit een sterke positie onderhandelingen. De regering van Madagaskar moest akkoord gaan met de overdracht van Diego Suarez en een hoge schadevergoeding betalen. Frankrijk zou in het vervolg "toezien op de buitenlandse betrekkingen van Madagaskar" maar het woord protectoraat viel niet. In Europa sprak men van een "spookprotectoraat", een "protectorat fantôme" van Frankrijk over Madagaskar.

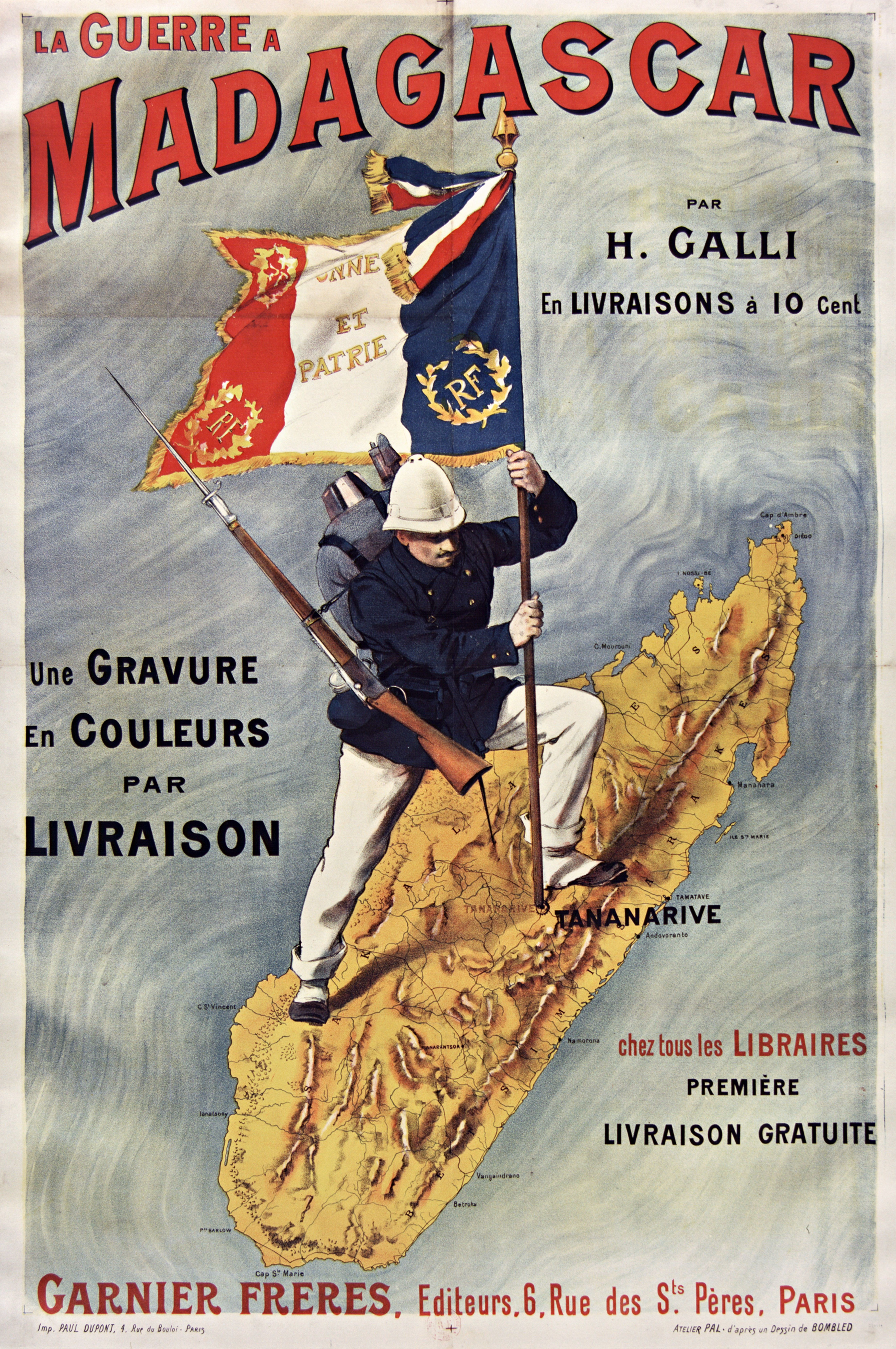
Nationalistische poster uit 1896

De Tweede Expeditie naar Madagaskar vond na de Franse oorlogsverklaring van 22 oktober 1894 plaats. Het Verenigd Koninkrijk had in ruil voor een eigen protectoraat over Zanzibar goedgevonden dat de Fransen zich meester zouden maken van Madagaskar. De Franse kolonialistische vleugel in het parlement eiste de annexatie van het eiland en de Franse regering nam die eis over.
De Franse regering stuurde 15 000 militairen uit Frankrijk en de koloniën en 7 000 niet-Europese dragers voor de bagage. Op 12 december 1894 bezette de Franse vloot onder Admiraal Amédée Bienaimé de haven van Tamatave en op 23 april 1895 werden troepen aan land gezet bij Majunga. De Fransen vochten hard en wisten op 30 september 1895 Tananarive te veroveren en de regering van Madagaskar tot overgave te dwingen. De prijs was bijzonder hoog. De Fransen vielen aan in het regenseizoen en zij brachten onvoldoende kinine mee. Van de 15 000 uitgezonden Franse soldaten sneuvelden 25 man terwijl niet minder dan 5 756 soldaten crepeerden aan malaria en andere tropische ziekten.
Madagaskar werd in een Frans Decreet van 11 december 1895 en een Wet van 6 augustus 1896 geannexeerd, Koning Ranavalona III van Madagaskar werd in 1897 verbannen.

## De medailles
De eerste medaille

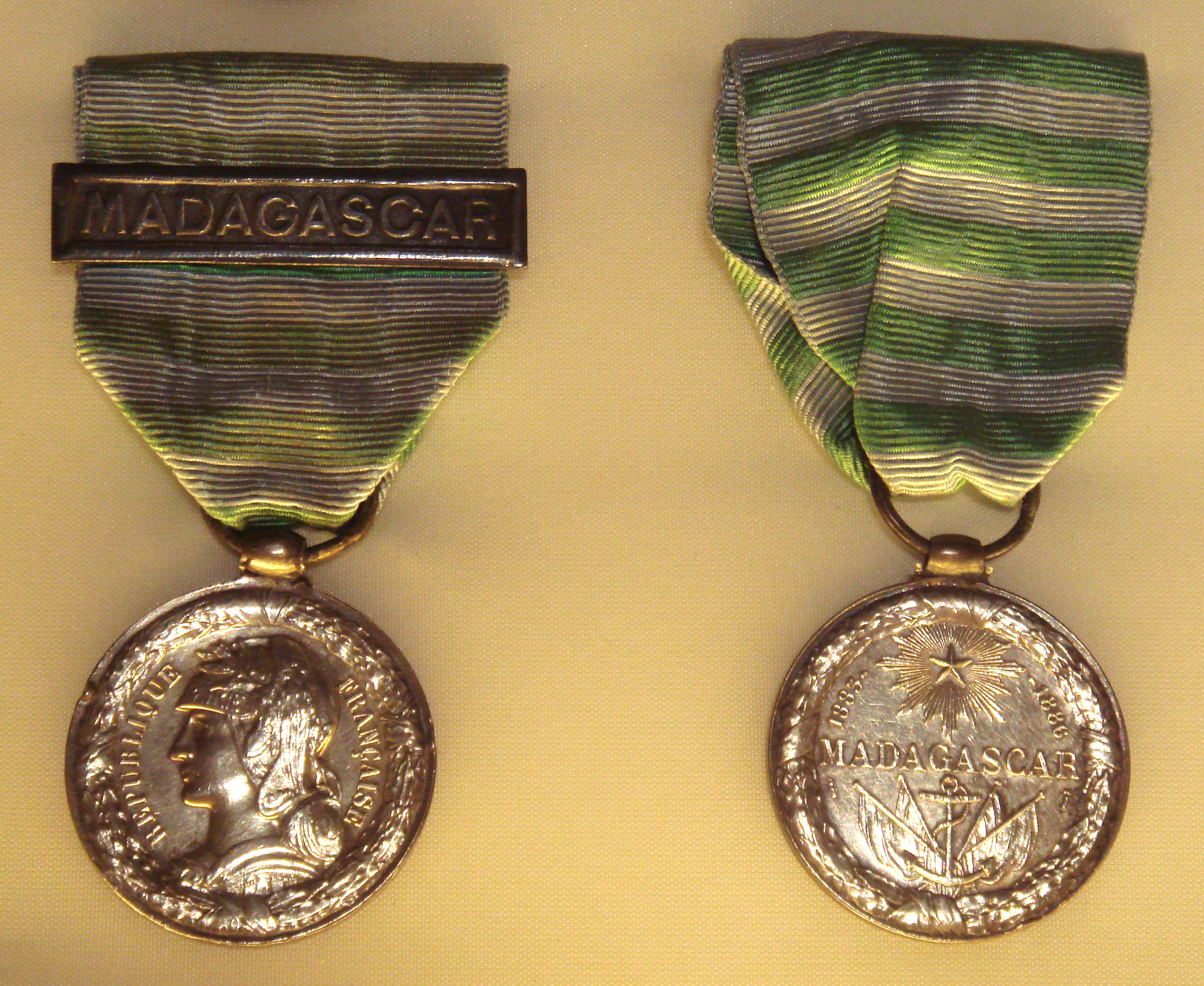
Eerste medaille

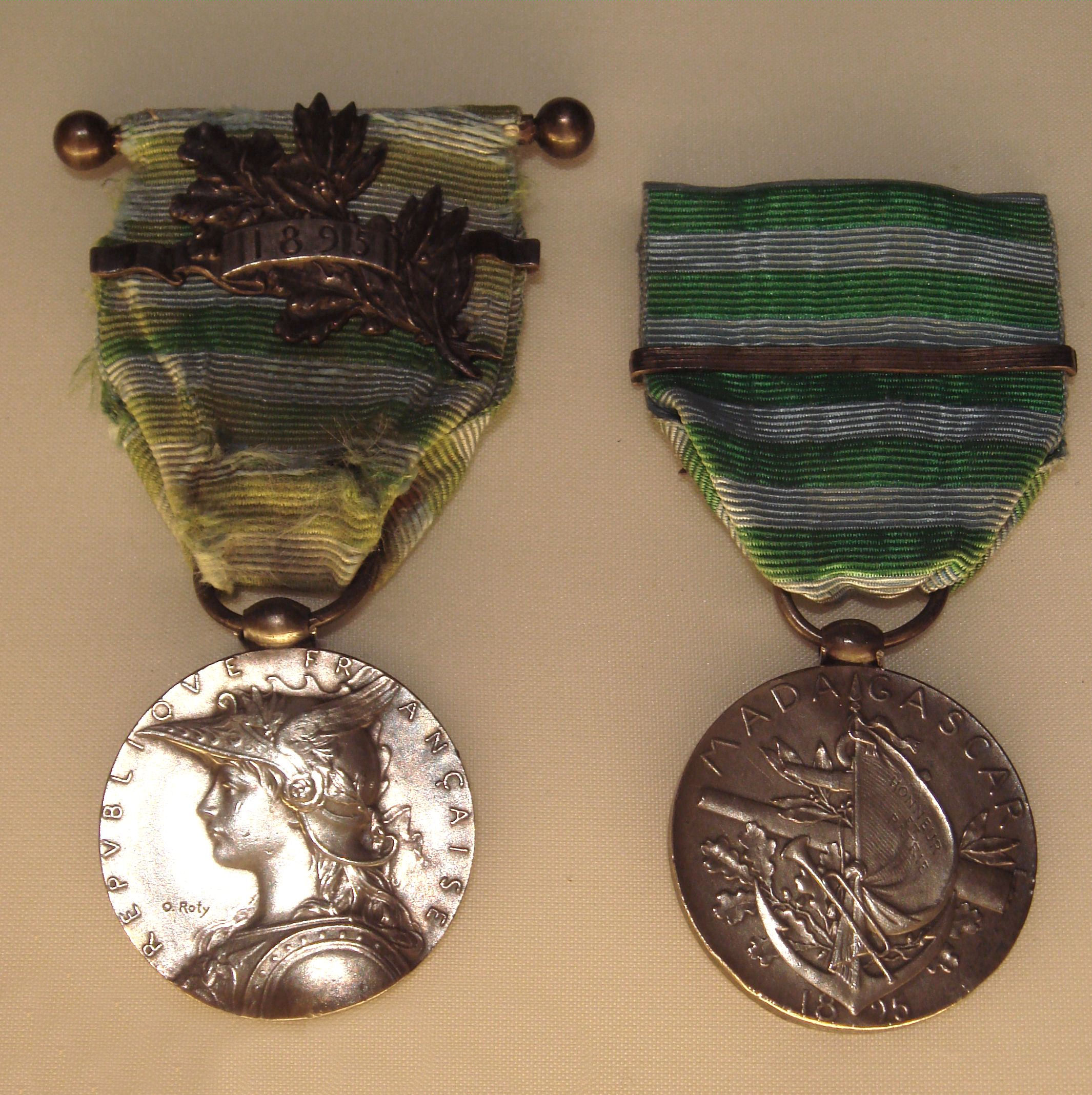
Tweede medaille

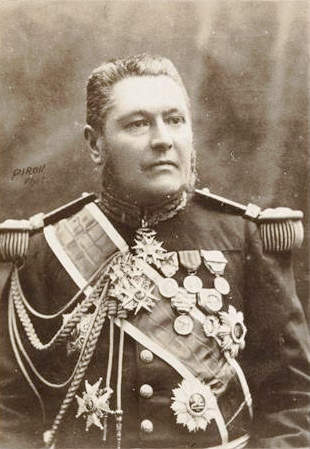
Admiraal Amédée Bienaimé met de eerste medaille

Deze ronde zilveren medaille werd op 31 juli 1886 bij wet ingesteld door President Jules Grévy en was bestemd voor de deelnemers aan de expedities in 1883 en 1886.
De door Jean-Baptiste Daniel-Dupuis gegraveerde medaille heeft een diameter van 30 millimeter en lijkt sterk op de eerdere campagnemedailles voor Italië en Mexico. Binnen een brede plastisch weergegeven lauwerkrans is het rondschrift "RÉPUBLIQUE FRANÇAISE" aangebracht rond het hoofd van een zinnebeeldige gehelmde en in een kuras gehulde vrouwenfiguur. Zij wordt de "gewapende republiek" genoemd en haar met de letters "PATRIE" versierde helm is gelauwerd.
Op de keerzijde is binnen een lauwerkrans en onder een stralende vijfpuntige ster de naam van het eiland "MADAGASCAR te lezen. Naast de ster staan de jaartallen 1883 en 1886. Onder de stralen is een trofee afgebeeld waarin een anker de ereplaats kreeg.
De medaille werd aan lichtgroen en geel horizontaal gestreept lint op de linkerborst gedragen. Op dat lint wordt een eenvoudige en rechthoekige zilveren gesp met de aanduiding "MADAGASCAR" gedragen. Van de medaille werden ongeveer 2500 exemplaren uitgereikt.
De tweede medaille
Deze ronde zilveren medaille werd op 15 januari 1896 bij wet ingesteld door President Félix Faure en was bestemd voor de deelnemers aan de expeditie in 1894 en 1895.
De door Louis-Oscar Roty gegraveerde medaille heeft een diameter van 30 millimeter. Op de voorzijde is het rondschrift "RÉPUBLIQUE FRANÇAISE" aangebracht rond het hoofd van een zinnebeeldige gehelmde en in een kuras gehulde vrouwenfiguur. Zij wordt de "gewapende republiek" genoemd en haar met de letters "PATRIE" versierde helm is gelauwerd.
Op de keerzijde is onder een grote trofee, waarin een vlag en een anker de ereplaats kregen, de naam "MADAGASCAR te lezen. Daaronder staan de jaartal 1895.
De medaille werd aan lichtgroen en geel horizontaal gestreept lint op de linkerborst gedragen. Op dat lint wordt een zilveren versiersel in de vorm van op lauweren en eikenbladeren gelegde schriftrol met het jaartal "1895" gedragen.
Van de medaille werden ongeveer 20 000 exemplaren uitgereikt.

## Protocol
De medaille werd op de linkerborst gedragen. Wanneer men op uniformen geen modelversierselen droeg was een kleine rechthoekige baton in de kleuren van het lint voorgeschreven. De medaille werd ook als miniatuur met een doorsnede van 19 millimeter gedragen op bijvoorbeeld een rokkostuum.